# دن تراختنبرگ
دن تراختنبرگ (زاده ۱۱ مه ۱۹۸۱) فیلمساز و مجری پادکست آمریکایی است. او بیشتر به خاطر کارگردانی فیلم‌های شماره ۱۰ خیابان کلاورفیلد (۲۰۱۶) و شکار (۲۰۲۲) شناخته می‌شود که اولی نامزدی جایزه انجمن کارگردانان آمریکا برای بهترین دستاورد  کارگردانی فیلم اول را برای او به ارمغان آورد. او برای تلویزیون اپیزودهای آزمایشی پسران (۲۰۱۹) و نماد گمشده (۲۰۲۱) را کارگردانی کرد که در دومی به عنوان تهیه‌کننده اجرایی نیز فعالیت داشت.
تراختنبرگ یکی از سه میزبان پادکست «Totally Rad Show» و یکی از مجریان سابق پادکست «Geekdrome» بود. او همچنین قسمت‌هایی را برای پادکست «Ctrl+Alt+Chicken» کارگردانی کرد. هر سه برنامه در Revision3 میزبانی شدند. او همچنین فیلم کوتاه پورتال: بدون فرار و اپیزودی از سریال آینه سیاه را با عنوان آزمایش بازی در سال ۲۰۱۶ کارگردانی کرد. تراختنبرگ همچنین به ساخت تبلیغات تلویزیونی نیز می‌پردازد. او در حال حاضر در حال ساخت یک مجموعه تلویزیونی اقتباسی از فیلم دنیای آب (۱۹۹۵) است.

## کارگردانی

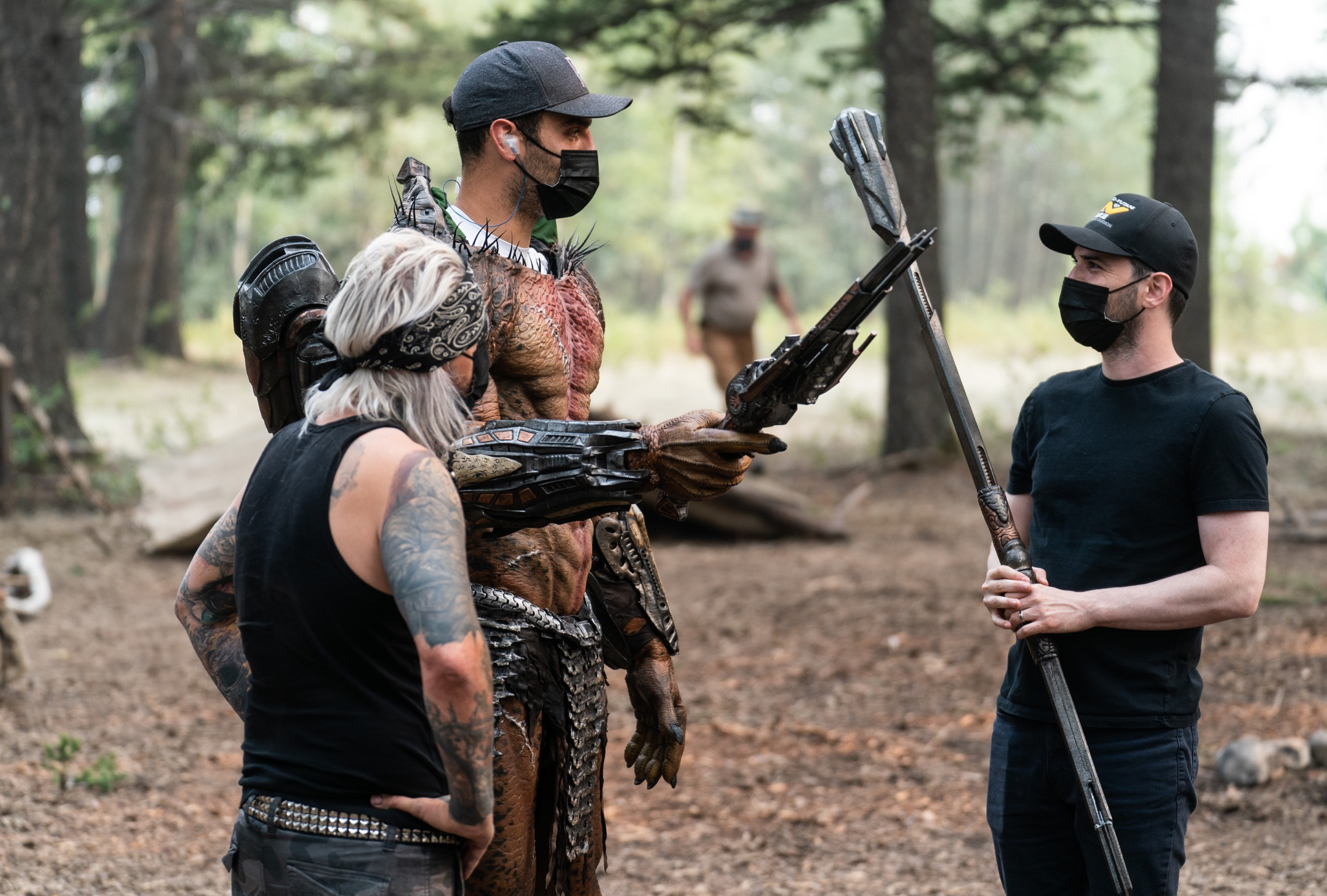
دن تراختنبرگ سر صحنه فیلم‌برداری فیلم شکار (۲۰۲۲)

تراختنبرگ تیزرهای تبلیغاتی برای برندهای لکسوس، نایک و کوکاکولا کارگردانی کرده است. او در سال ۲۰۰۳ فیلم کوتاه کیکین را کارگردانی کرد. در آوریل ۲۰۰۸، او با مت ولف، سازنده بازی‌های ویدئویی، برای ساخت یک بازی واقعیت جایگزین بر اساس فیلم پسر جهنمی ۲ همکاری کرد.
در مارس ۲۰۱۱، تراختنبرگ یک فیلم کوتاه با عنوان بیشتر از آن که می‌توانید بجوید را با بازی جی. کریستوفر، اسکای مارشال و یان همریک برای «BlackBoxTV» منتشر کرد. تراختنبرگ فیلم‌نامه این کار را با همکاری مارک دی واکر نوشت.
در ۲۳ آگوست ۲۰۱۱، تراختنبرگ فیلم کوتاه پورتال بدون فرار را بر اساس بازی ویدئویی پورتال منتشر کرد که از آن زمان تاکنون بیش از بیست و هفت میلیون بازدید در یوتیوب داشته است.
در ۱۳ اکتبر ۲۰۱۱، اعلام شد که تراختنبرگ یک فیلم اکشن، علمی تخیلی را برای یونیورسال به نویسندگی کریس مورگان کارگردانی خواهد کرد.
در ژانویه ۲۰۱۳، آی‌فن‌بوی خبر داد که تراختنبرگ بر اساس مجموعه کتاب کمیک وای: آخرین مرد یک اقتباس سینمایی را کارگردانی خواهد کرد. با این حال، در ۲۵ سپتامبر ۲۰۱۴، اعلام شد که ساخت این فیلم منتفی شده است.
در ۳ آوریل ۲۰۱۴، اعلام شد که تراختنبرگ فیلمی را  با عنوان والنسیا کارگردانی خواهد کرد‌‌. سازندگان در هنگام ساخت فیلم متوجه شباهت داستانی کار خود با فیلم کلاورفیلد ساخته مت ریوز شدند و نام فیلم را به شماره ۱۰ خیابان کلاورفیلد تغییر دادند.  جی.جی.آبرامز که هم تهیه‌کننده کلاورفیلد و هم تهیه‌کننده این فیلم بوده‌است در مصاحبه ای این فیلم را «خویشاوند خونی» کلاورفیلد خواند.
در ۳۰ آوریل ۲۰۱۸، اعلام شد که دن تراختنبرگ اولین قسمت سریال پسران آمازون را کارگردانی می‌کند و جایگزین ست روگن و ایوان گلدبرگ شد که به دلیل ناهماهنگی زمانی از این پروژه انصراف داده بودند.
در ۱۴ ژانویه ۲۰۱۹، تراختنبرگ به عنوان کارگردان یک فیلم اکشن اقتباسی از سری بازی‌های ویدیویی آنچارتد اعلام شد. اما در ۲۲ آگوست ۲۰۱۹ از این پروژه انصراف داد.
در ۲۰ نوامبر ۲۰۲۰، اعلام شد که تراختنبرگ برای استودیوی قرن بیستم فیلم شکار را کارگردانی می‌کند. او برای این فیلم نامزد دو جایزه در ۷۵مین دوره جوایز امی ساعات پربیننده شد.
در ۲۸ ژوئن ۲۰۲۳ اعلام شد که تراختنبرگ حداقل یک قسمت در فصل آخر سریال چیزهای عجیب محصول نتفلیکس را کارگردانی خواهد کرد.
از فوریه ۲۰۲۴، تراختنبرگ در حال توسعه فیلم سرزمین‌های بد است. این فیلم اسپین‌آف دیگری از سریال شکارچی و مستقل از فیلم قبلی او شکار (۲۰۲۳) است.

## زندگی شخصی
تراختنبرگ در سال ۲۰۱۱ با پریسیلا هرناندز ازدواج کرد.

## فیلم‌شناسی

### فیلم کوتاه
| سال  | نام فیلم                                                | نویسنده | کارگردان |
| ---- | ------------------------------------------------------- | ------- | -------- |
| ۲۰۰۳ | کیکین (Kickin)                                          | آری     | آری      |
| ۲۰۱۱ | پورتال: بدون فرار (Portal: No Escape)                   | آری     | آری      |
| ۲۰۱۲ | بیشتر از چیزی که بتوانید بجوید (More Than You Can Chew) | آری     | آری      |
| ۲۰۱۹ | چارچوب جنگی (Warframe)                                  | آری     | آری      |

### فیلم سینمایی
| سال  | نام فیلم                  | کارگردان | نویسنده |
| ---- | ------------------------- | -------- | ------- |
| ۲۰۱۶ | شماره ۱۰ خیابان کلاورفیلد | آری      | —       |
| ۲۰۲۲ | شکار                      | آری      | آری     |

### تلویزیون
| سال  | نام سریال   | توضیحات                                           |
| ---- | ----------- | ------------------------------------------------- |
| ۲۰۱۶ | آینه سیاه   | کارگردانی اپیزود آزمایش بازی                      |
| ۲۰۱۹ | پسران       | کارگردانی اپیزود The Name of the Game             |
| ۲۰۲۱ | نماد گمشده  | کارگردان اپیزود ابتدایی و همچنین تهیه‌کننده اجرایی |
| ن/م  | چیزهای عجیب | در حال تولید. کارگردان یکی از اپیزودهای فصل پنج   |

## جوایز و نامزدی‌ها
| سال  | جایزه                              | دسته                        | اثر نامزدشده              | نتیجه    | منبع   |
| ---- | ---------------------------------- | --------------------------- | ------------------------- | -------- | ------ |
| ۲۰۱۷ | جوایز انجمن کارگردانان آمریکا      | دستاورد برجسته در فیلم بلند | شماره ۱۰ خیابان کلاورفیلد | نامزدشده | [ ۲۲ ] |
| ۲۰۱۷ | جوایز انجمن منتقدان فیلم هاوایی    | بهترین کارگردان اول         | شماره ۱۰ خیابان کلاورفیلد | پیروز    | [ ۲۳ ] |
| ۲۰۱۷ | جوایز انجمن فیلم و تلویزیون آنلاین | بهترین فیلم اول             | شماره ۱۰ خیابان کلاورفیلد | نامزدشده | [ ۲۴ ] |
| ۲۰۲۳ | جوایز امی ساعات پربیننده           | بهترین کارگردانی            | شکار                      | نامزدشده | [ ۲۵ ] |
| ۲۰۲۳ | جوایز امی ساعات پربیننده           | بهترین نویسنده              | شکار                      | نامزدشده | [ ۲۵ ] |